# Consell de Portugal

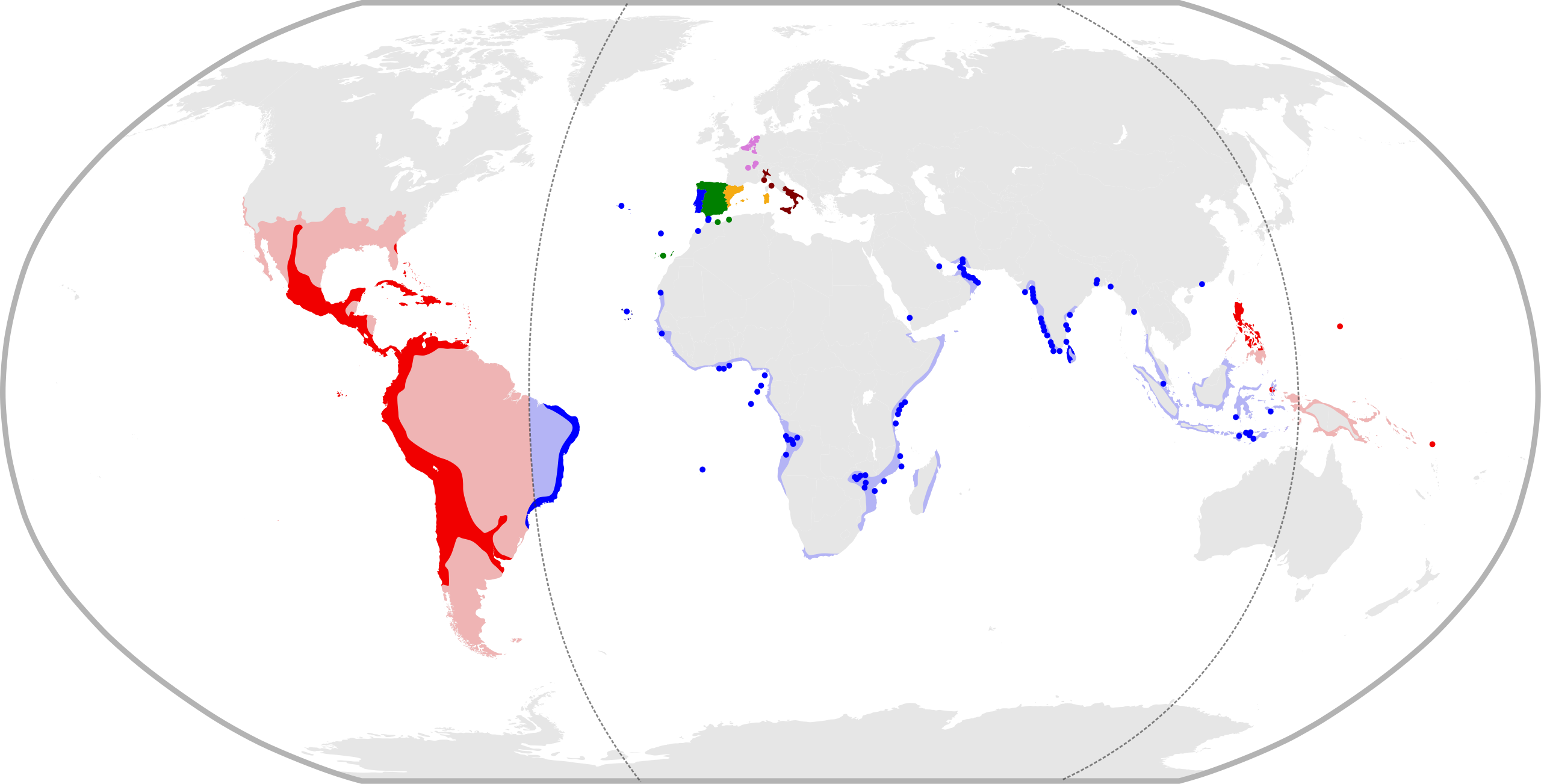
La Monarquia d'Espanya fou uns monarquia composta configurada per un conjunt de dominis territorials que compartien el mateix monarca i on cadascun dels estats mantenia el seu idioma, lleis, i sistemes polítics propis. Cada conjunt territorial tenia un àmbit administratiu i jurisdiccional diferenciat, i el monarca hi governava assessorat per un Consell territorial específic per a cada domini territorial.
Territoris adscrits al Consell de Castella
Territoris adscrits al Consell d'Aragó
Territoris adscrits al Consell de Portugal
Territoris adscrits al Consell d'Itàlia
Territoris adscrits al Consell d'Índies
Territoris adscrits al Consell de Flandes

El Consell de Portugal va ser creat per Felip II de Castella el 1582 pel seu compromís en les Corts de Tomar, amb la finalitat d'assessorar la bona administració d'aquest territori després de la seva incorporació a la Monarquia d'Espanya, i sobretot amb la idea de controlar la seva important activitat naval. No obstant això les seves competències foren inferiors a les d'altres Consells de la Monarquia d'Espanya perquè no era un òrgan judicial; en canvi però sí que tenia atribucions en assumptes bèl·lics, encara que totes les resolucions adoptades estaven supeditades a l'aprovació del Consell d'Estat i del Consell de Guerra amb seu a Lisboa.
Els seus components eren exclusivament portuguesos i estava format per un president, que solia ser un prelat, un canceller, un secretari, un vedor de fazenda (expert en hisenda) i dos desembargadores do Paço (jutges). En el regnat de Felip IV de Castella es va crear la Junta d'intel·ligència de Portugal, institució paral·lela al consell. El Consell de Portugal fou, i finalment va ser dissolt en 1668 en ser reconeguda la independència de Portugal.